# Tamburica
La tamburica és un instrument de corda originari d'Àsia, popular en la música folklòrica de Croàcia (sobretot a Eslavònia), Bulgària, Hongria, Sèrbia (sobretot Vojvodina) i l'Índia. És un instrument de corda semblant a la bandúrria, i a la mandolina. S'utilitza tant com per acompanyar el cant com per a les interpretacions solistes.
La tamburica consta d'un mànec llarg, tres cordes d'acer, una corda de baix de coure, dues clavilles paral·leles (per afinar la primera i la segona corda), i dues clavilles perpendiculars per afinar la tercera corda. La caixa de ressonància és esfèrica, construïda amb fusta i amb una tapa plana a la cara anterior. Al nord són més freqüents els que estan construïts amb una carbassa. Incorpora un pont de fusta o ivori. A Bòsnia i Hercegovina, Croàcia, Sèrbia (especialment la plana de Pannònia: Eslavònia, Sèrbia i Hongria, el tamburica és l'instrument bàsic de la música popular i tradicional, generalment formant orquestres petites de tres a deu membres, tot i que hi grans orquestres que interpreten el gran repertori clàssic.
Hi ha poques dades fiables que mostrin com la tamburica va entrar a l'Europa central. Ja existia durant l'Imperi Romà d'Orient. Probablement va ser portat pels turcs a Bòsnia, des d'on la difusió d'instruments va ser encara més forta amb les migracions de Šokci i Bunjevci sobre el riu Sava a totes les parts de Croàcia i Sèrbia. La moderna forma tamburica, es va desenvolupar a Hongria a finals del segle xix. Fins a la gran migració dels serbis a finals del segle xvii, el tipus de tamburica més utilitzada a Croàcia i Sèrbia tenia un coll llarg i dues o tres cordes (a vegades dobles). En els últims anys, gràcies a la utilització dels sistemes electrònics d'amplificació, s'ha difós l'ús d'una tamburica més reduïda, que projecta menys el volum del so, però que és més manejable. D'aquest instrument se'n diu tamburi, està construït amb fusta i és menys fràgil. La caixa és menys profunda i la seva tapa és plana.